# Лежащая на боку перевёрнутая M
ᴟ (лежащая на (левом) боку перевёрнутая M) — буква расширенной латиницы. Используется в Уральском фонетическом алфавите, где обозначает редуцированный гласный [ʉ], передаваемый буквой ɯ. В Уральском фонетическом алфавите редуцированный гласный обычно обозначается перевёрнутой на 180° графемой соответствующего нередуцированного звука, однако в том случае, когда перевёрнутая буква является омоглифом другого символа (в данном случае m), буква поворачивается на 90° против часовой стрелки.